# 图夏诺河畔奥莱瓦诺
图夏诺河畔奥莱瓦诺（義大利語：Olevano sul Tusciano），是意大利萨莱诺省的一个市镇。总面积26平方公里，人口6993人，人口密度269.0人/平方公里（2009年）。ISTAT代码为065082。